# رئيس الشمامسة

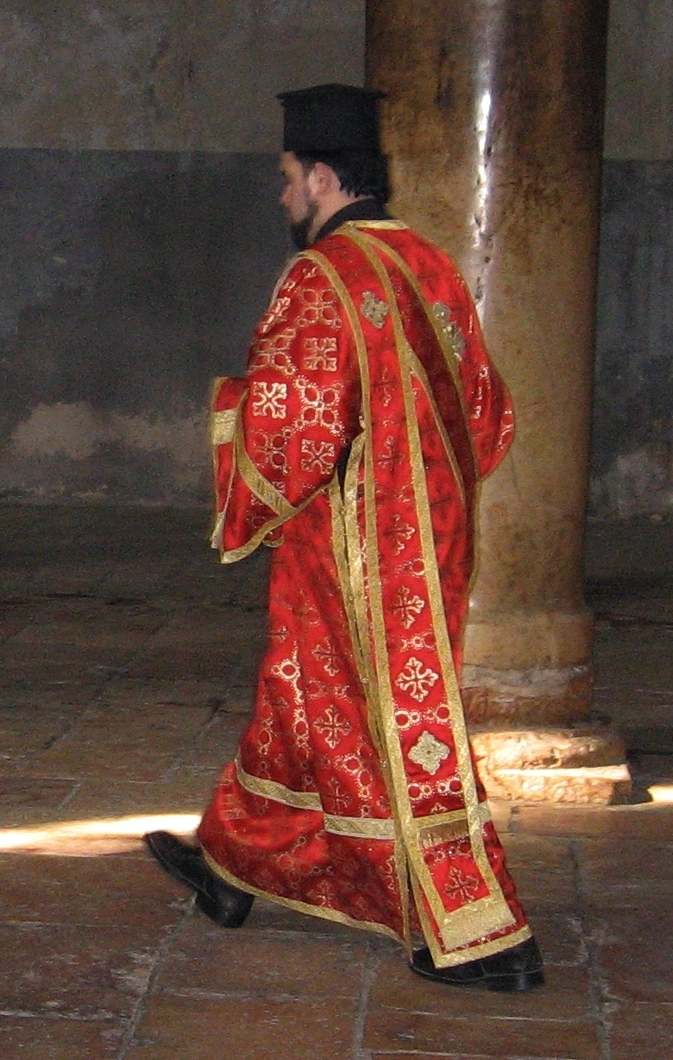

يعتبررئيس الشمامسة من كبار رجال الدين في الكنيسة السريانية الأرثوذكسية، ووكنيسة المشرق الآشورية، والكنيسة الكلدانية الكاثوليكية، ووالأتحاد الأنجليكانية، ومسيحيو مار توما، ووالكنائس الأرثوذكسية الشرقية، وبعض الطوائف المسيحية الأخرى، وله صلاحيات فوق تلك التي يمتلكها معظم رجال الدين وتحت الأسقف. في العصور الوسطى العليا كان أعلى منصب أبرشي تحت أسقف في الكنيسة الرومانية الكاثوليكية. غالبًا ما يكون رئيس الشمامسة مسئولًا عن الإدارة داخل رئاسة الشمامسة، وهو القسم الفرعي الرئيسي للأبرشية. قام قاموس أكسفورد للكنيسة المسيحية بتعريف رئيس الشمامسة على أنه «رجل دين له سلطة إدارية محددة مفوضة إليه من قبل الأسقف في كل أو جزء من الأبرشية». وكثيرا ما وصفت مكتب مجازا كما انه من كوة الاسقفية، «عين الأسقف».

## الكنيسة الكاثوليكية
في الكنيسة الكاثوليكية اللاتينية، كان منصب رئيس الشمامسة، وهو في الأصل شماس منصّب (بدلاً من كاهن)، وقد كان في ذلك الوقت منصبا ذا أهمية كبيرة كمسؤول كبير في الأبرشية. يؤدّي الواجبات الآن من قبل المسؤولين مثل الأساقفة المعاونين أو الأساقفة، النائب العام، والنواب الأسقفية.